# Großschönau (Niederösterreich)
Großschönau ist eine Marktgemeinde mit 1218 Einwohnern (Stand 1. Jänner 2024) im Bezirk Gmünd in Niederösterreich.

## Geographie
Großschönau liegt im westlichen Waldviertel in Niederösterreich an der Greiner Straße B 119, die von Weitra über Groß-Gerungs nach Grein führt. Die Fläche der Marktgemeinde umfasst 41,95 km². 37,01 Prozent der Fläche sind bewaldet.

### Gemeindegliederung
Das Gemeindegebiet umfasst 13 Ortschaften (in Klammern Einwohnerzahl Stand 1. Jänner 2024):
- Engelstein (108)
- Friedreichs (90)
- Großotten (130)
- Großschönau (326)
- Harmannstein (119)
- Hirschenhof (24)
- Mistelbach (69)
- Rothfarn (66)
- Schroffen (48)
- Thaures (77)
- Wachtberg (35)
- Wörnharts (87)
- Zweres (39)

Die Gemeinde besteht aus den Katastralgemeinden Engelstein, Friedreichs, Großotten, Großschönau, Harmannstein, Mistelbach, Rothfarn, Schroffen, Thaures, Wachtberg, Wörnharts und Zweres.

### Nachbargemeinden
|                  | Weitra                                      | Schweiggers |
| Bad Großpertholz | Kompassrose, die auf Nachbargemeinden zeigt |             |
|                  | Groß Gerungs                                | Zwettl      |

## Geschichte
Der Ort wurde im 12. Jahrhundert gegründet und als scone ouwe (mittelhochdeutsch für ‚schöne Au‘) erstmals erwähnt. Der Namensbestandteil „Groß“ kam im 17. Jahrhundert hinzu, um Verwechslungen mit anderen gleichnamigen Ortschaften zu vermeiden.
Laut Adressbuch von Österreich waren im Jahr 1938 in der Ortsgemeinde Großschönau drei Bäcker, ein Eisenwarenhändler, drei Fleischer, vier Gastwirte, zwei Gemischtwarenhändler, ein Landesproduktehändler, ein Schmied, ein Schneider, zwei Schuster, drei Tischler, ein Viktualienhändler, ein Wagner und mehrere Landwirte ansässig.
Im Zuge der NÖ. Kommunalstrukturverbesserung wurde Anfang 1969 die Gemeinde Mistelbach eingegliedert, Anfang 1970 folgten die Gemeinden Friedrichs und Großotten.

### Einwohnerentwicklung
Der Rückgang der Bevölkerungszahl konnte 2001 gestoppt werden, da von 1991 bis 2001 die Geburten- und Wanderungsbilanz positiv waren. Danach nahm die Abwanderung wieder zu.

## Kultur und Sehenswürdigkeiten

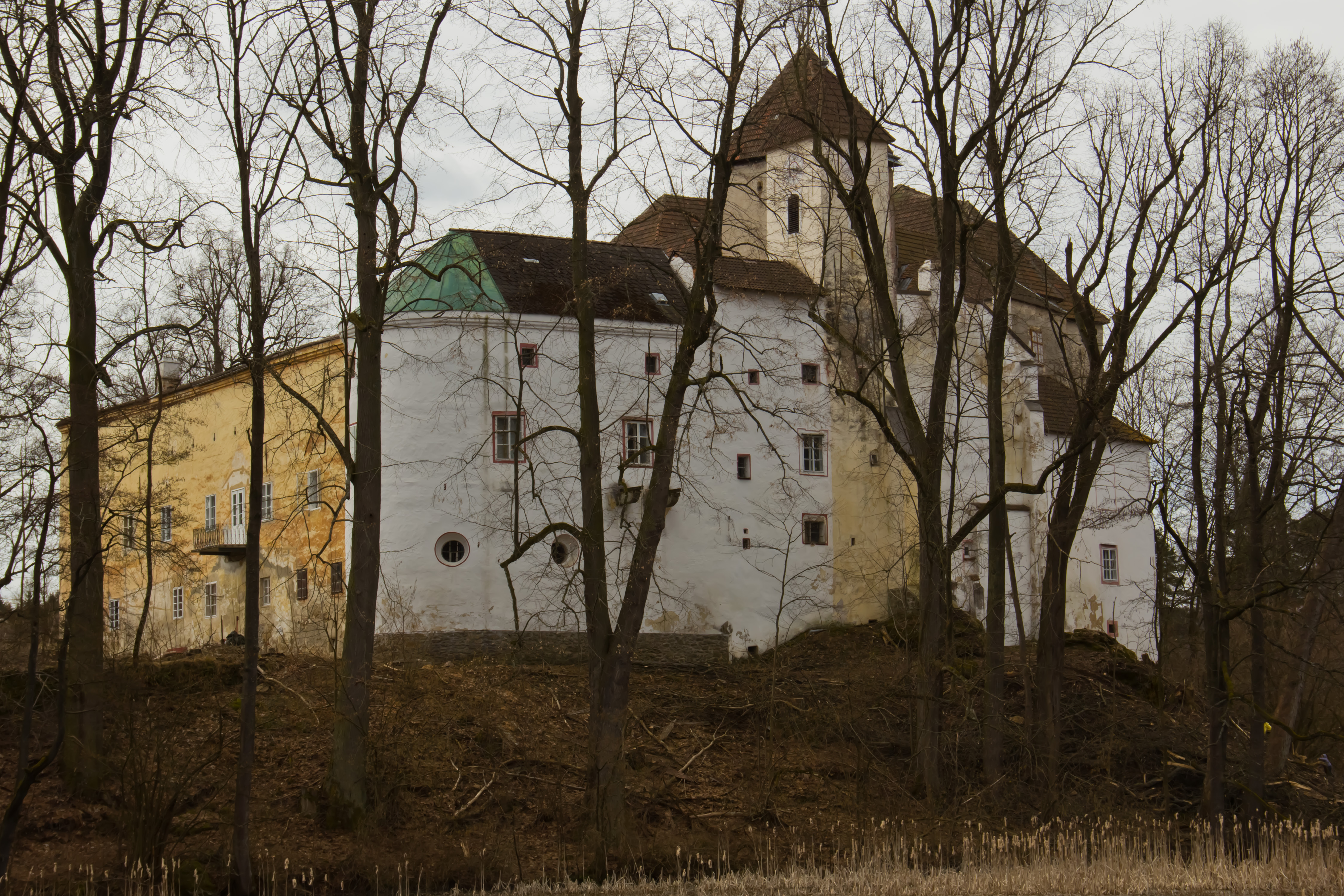
Schloss Engelstein

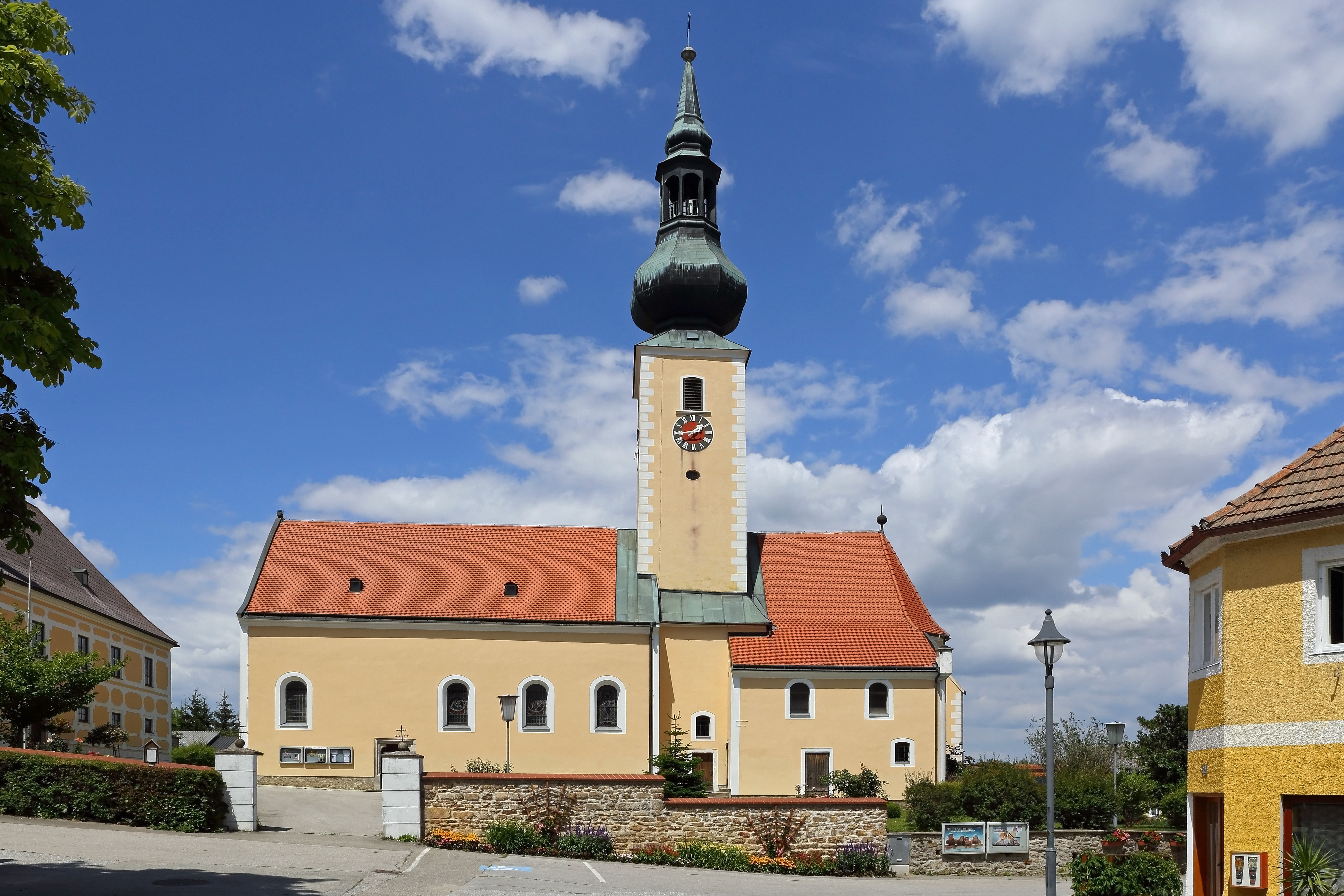
Pfarrkirche Großschönau

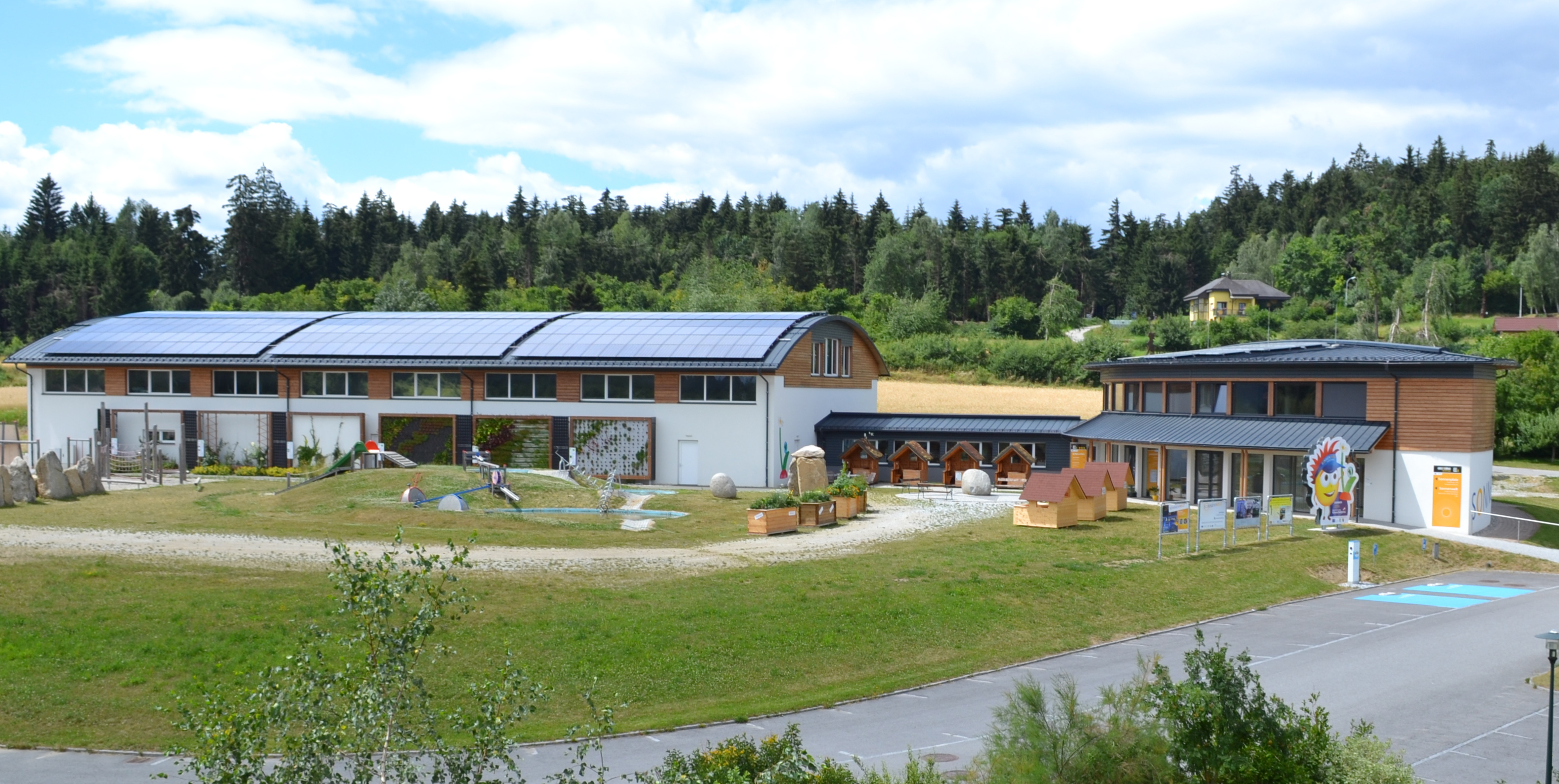
Sonnenwelt Großschönau

- Schloss Engelstein: eine in Kern gotische Burganlage, die mehrfach umgestaltet und erweitert wurde
- Katholische Pfarrkirche Großschönau hl. Leonhard, mit romanischem Kern
- Ehemalige Burg Harmannstein, dort Filialkirche Harmannstein hl. Johannes der Täufer, Ortskapelle Harmannstein
- Sonnenwelt Großschönau

## Wirtschaft und Infrastruktur
In Großschönau gibt es 157 land- und forstwirtschaftliche Betriebe. Davon sind 62 Haupterwerbsbetriebe, die zwei Drittel der Fläche bewirtschaften (Stand 2010). Im Produktionssektor beschäftigen 19 Betriebe 113 Arbeitnehmer, vorwiegend mit der Herstellung von Waren und im Bau. Der Dienstleistungssektor gibt 128 Menschen Arbeit, vorwiegend im Handel und in sozialen und öffentlichen Diensten (Stand 2011).

### Energie
Großschönau in Niederösterreich gehört zu den 24 Gemeinden in Österreich (Stand 2019), die mit der höchsten Auszeichnung des e5-Gemeinden Energieprojekts ausgezeichnet wurden. Das e5-Gemeinde-Projekt soll die Umsetzung einer modernen Energie- und Klimapolitik auf Gemeindeebene fördern.

### Verkehr
- Straße: Durch die Marktgemeinde führen die Bundesstraße B119 von Amstetten nach Weitra und die Landesstraße L72.[10]
- Bus: Von Großschönau gibt es Busverbindungen im Verkehrsverbund Ost-Region nach Gmünd, Groß Gerungs, Weitra und Zwettl.[11]

### Gesundheit
In Großschönau befindet sich ein Gesundheitszentrum mit praktischem Arzt, Diätologie, Ergotherapie, Physiotherapie und Psychotherapie.

### Bildung
Für die Ausbildung der Jugend gibt es in der Gemeinde einen Kindergarten und eine Volksschule.

## Politik

### Gemeinderat
Der Gemeinderat hat 19 Mitglieder. Seit 1990 ergab sich nach den Gemeinderatswahlen jeweils folgende Sitzverteilung:

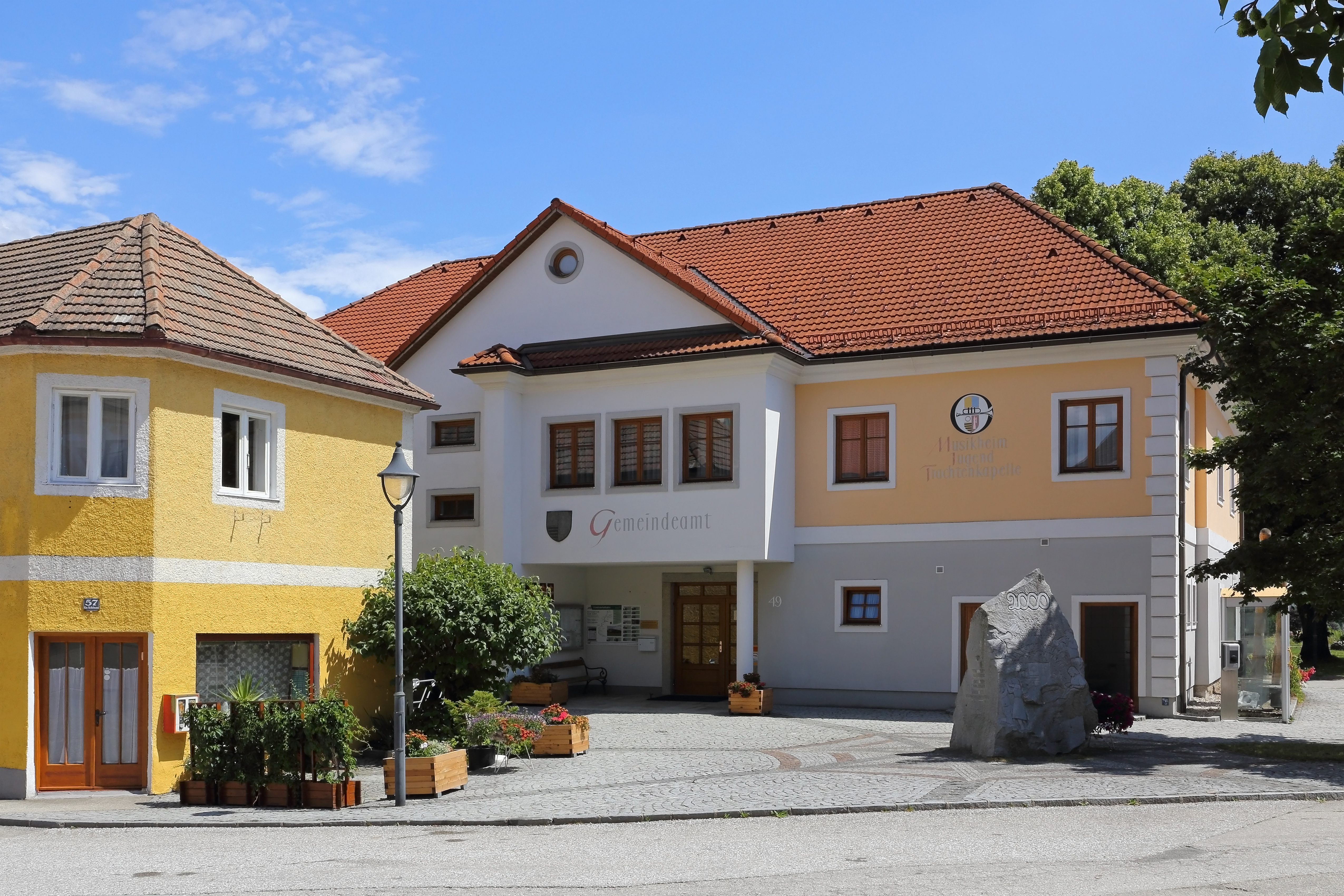
Gemeindeamt Großschönau

| Partei / Liste                    | 1990 | 1995 | 2000 | 2005 | 2010 | 2015 | 2020 | 2025 |
| ÖVP                               | 12   | 14   | 15   | 16   | 16   | 16   | 16   | 12   |
| SPÖ                               | 1    | 2    | 2    | 3    | 3    | 3    | 3    | 1    |
| FPÖ                               | 1    | 3    | 2    | –    | –    | –    | –    | 2    |
| ULG Unabhängige Liste Großschönau | –    | –    | –    | –    | –    | –    | –    | 4    |
| Sonstige                          | 5    | –    | –    | –    | –    | –    | –    | –    |

### Bürgermeister
- 2000–2025 Martin Bruckner (ÖVP)[21]
- 2025–  Elisabeth Wachter (ÖVP)[22]

## Persönlichkeiten
- Margit Göll (* 1964), Politikerin, Abgeordnete zum Landtag und Mitglied des Bundesrates, war hier Elementarpädagogin